# Tupanar
Tupanar (mađ. Toponár)  je nekad bilo samostalno selo u Mađarskoj. 

## Zemljopisni položaj
Nalazi se na 46° 23' 48,0222"″ sjeverne zemljopisne širine i 17° 50' 25,5258″ istočne zemljopisne dužine. 

## Povijest
U 18. se stoljeću ovamo doselila obitelj Feštetića koja je ovdje podigla dvorac, crkvu i spomenike.
Elek Fényes 1851. je zapisao: ugarsko trgovište u Šomođskoj županiji, 1188 katolika, 83 augsburške ispovijedi, 8 reformiranh, 296 židovske vjere. Gospodar naselja je Antun Feštetić (Festetics Antal). Najbliža pošta: Kapuš (Kapošvar).
Nekad je bilo Tupanar bio samostalno selo. 1970. je godine upravno priključeno Kapušu. Danas je sjeveroistočna gradska četvrt.

## Kultura
Danas se u Tupanaru nalaze:
- sveučilište u Kapošvaru
- spomenik svetom Florijanu
- spomenik sv. Ivanu Nepomuku
- rimokatolička crkva čije je freske naslikao István Dorfmeister. Ovaj je barokni spomenik pod zaštitom. Dala ju je izgraditi obitelj Feštetića  (1779. – 1781.).
- barokni dvorac Feštetić s parkovima površine 6 hektara, danas osnovna škola. Pod zaštitom je.

## Promet
U Tupanaru se danas nalazi željeznička postaja na pruzi Kapuš – Siófok. Nosi staro ime ovog sela, Tupanar. Kroz Tupanar prolazi državna cestovna prometnica br. 61 (610).

## Stanovništvo
Prema popisu od 2001., u Tupanaru je živjelo 3.226 stanovnika.

## Poznate osobe
- Vilim Feštetić (Vilmos Festetics)